# 杜阿拉人
杜阿拉人是喀麦隆的一个民族，他们主要居住在沿海地区。他们很早与欧洲人进行接触，大多受过较良好的教育，并且作为贸易者和地主积累了大量财富，在喀麦隆历史上扮演了重要角色。
杜阿拉人与喀麦隆其他一些沿海民族有联系，在历史和文化上都有诸多相似之处。这些部族包括科勒人、科威人、博科人、伊苏布人、蒙戈人、林巴人、沃维亚人。杜阿拉人历史上控制着其他这些部族，而这些部族与杜阿拉人都有亲缘关系。